# Ion C. Massim
Ion C. Massim (n. 1825 în Gropeni, raiaua Brăila – d. 1877; semnând Ion C. Massimu, nume sub care este trecut în lista membrilor academiei) a fost un lingvist, reprezentant al curentului latinist, membru fondator al Societății Academice Române. 
A întocmit, împreună cu Ion Heliade-Rădulescu și Alexandru Roman, proiectul ortografiei bazat pe principiul etimologic, adoptat în 1869 de Societatea Academică Română. Din însărcinarea Academiei a elaborat, împreună cu August Treboniu Laurian, Dicționarul limbii române, în 2 volume (1873, 1877). A fost și autorul unor manuale de gramatică: Elemente de gramatică elenică (1850), Gramatica macedo-românească (1862), Nou abecedar românesc (1868). În 1855 a publicat la București, la Tipografia Kolegiului, Elemente de Gramatică Română (ediția a doua).

## Biografie
Ion C. Massim s-a născut în comuna Gropeni, raiaua Brăila, în anul 1825. 
A studiat la Colegiul „Sfântul Sava”, din București (1844-1847), apoi la Paris (1856-1860), unde face studii de filologie.
Din însărcinarea Academiei, împreună cu August Treboniu Laurian, a fost autorul primului dicționar complet al limbii române, general, istoric și etimologic: „Dicționarul limbei române” (vol. I-II, 1871-1876). 
Proiectat în conformitate cu principiile Școlii Ardelene, cele două volume ale dicționarului conțin numai cuvinte de origine latină, cuvintele de origine „străină” fiind compilate separat într-un așa-zis „Glosar”": Laurian, A.T. și Massim I.C., Glossariu care cuprinde vorbele străine prin originea sau forma lor, cum și cele de origine înduioasă, București, 1877.
Una din criticile fundamentale aduse dicționarului lui Laurian și Massim este aceea că lista de cuvinte a lucrării a fost încărcată cu termeni preluați direct din dicționarele latine. Cele două volume ale dicționarului cuprind un număr de aproximativ 43.000 de cuvinte-titlu, la care se mai adaugă circa 5.000 cuvinte pe care autorii le-au grupat în cadrul articolelor consacrate elementelor de compunere și de derivare (sufixe și prefixe). Împreună cu lista din Glosar, numărul de cuvinte-titlu din cele trei volume se ridică la circa 70.000. Ținând cont însă de numărul termenilor introduși forțat în vocabularul românesc, manifestare a tendinței latinizante, numărul cuvintelor reale se ridică la un total de 50.000 de cuvinte. 

### Articole conexe
- August Treboniu Laurian
- Academia Română
- Școala Ardeleană
- Lexicografie